# Cosplay

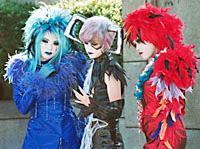
Cosplayers a Harajuku (Tòquio), disfressats com els integrants de la banda Malice Mizer.

El cosplay és una subcultura japonesa basada a disfressar-se d'un personatge de manga, anime o videojoc. La persona que practica el cosplay s'anomena cosplayer. És un acrònim de les paraules angleses costume («disfressa») i play («joc», «actuació»). La paraula kosupure correspon a la transcripció del nom en japonès.

## Història
El fenomen del cosplay va sorgir als anys 70 del segle xx en els Comikets (Comic Market, fira del còmic) del Japó, que se celebren a Odaiba (Tòquio) llocs de compravenda de Dôjinshi (fanzines, còmics dibuixats per aficionats). Aquest esdeveniment segueix realitzant-se actualment. Allí, grups de japonesos es vestien dels seus personatges favorits de mangas, animes i videojocs. Així doncs, aquesta pràctica sempre ha estat molt relacionada amb aquests productes, però, amb el pas dels anys, es va anar estenent fins a fora del Japó.
El nombre de seguidors del cosplay ha anat sempre en augment, cada vegada és més freqüent veure gent disfressada en qualsevol convenció, i no és rar, avui dia, veure que en les estrenes de les grans produccions de cinema alguns grups es reuneixin abillats amb les seves millors gal·les en les sales dels cinemes. Els concursos de cosplay són molt habituals en les convencions de còmics i en algunes es té l'oportunitat d'entrar gratis pel fet de dur posada la disfressa. Per descomptat, en aquests esdeveniments abunden els anomenats kameko (kamera kozo, noi de la càmera) que es dediquen a treure fotos dels cosplayers, després d'això els oferixen còpies com regal.
Aquells que se senten cosplayers i que no ho fan per una simple moda, intenten semblar-se el màxim possible al personatge. Poden estar un any complet planejant com fer el vestit i en quines parts està dividit, quines materials usar, com és la seva constitució física, el seu pentinat, el seu maquillatge... És més que una afició i suposa gairebé una forma de vida, car se senten en l'obligació d'assistir a tots els esdeveniments possibles i, si pot ser, estrenant vestit. Especialment els cosplayers d'integrants de grups de música japonesa no solen participar en els concursos que tenen lloc en les convencions, sinó que hi van pel pur plaer de lluir el seu treball.
En general els cosplayers es fan el seu propi vestit i complements, encara que alguns també demanen ajuda familiar o professional. Amb la proliferació del fenomen cosplay, també és possible trobar gran quantitat de vestits i complements a Internet.
Dintre del cosplay existeixen algunes tendències entre les quals es podria destacar el crossplay, que consisteix a vestir-se d'un personatge del sexe contrari.

## World Cosplay Summit

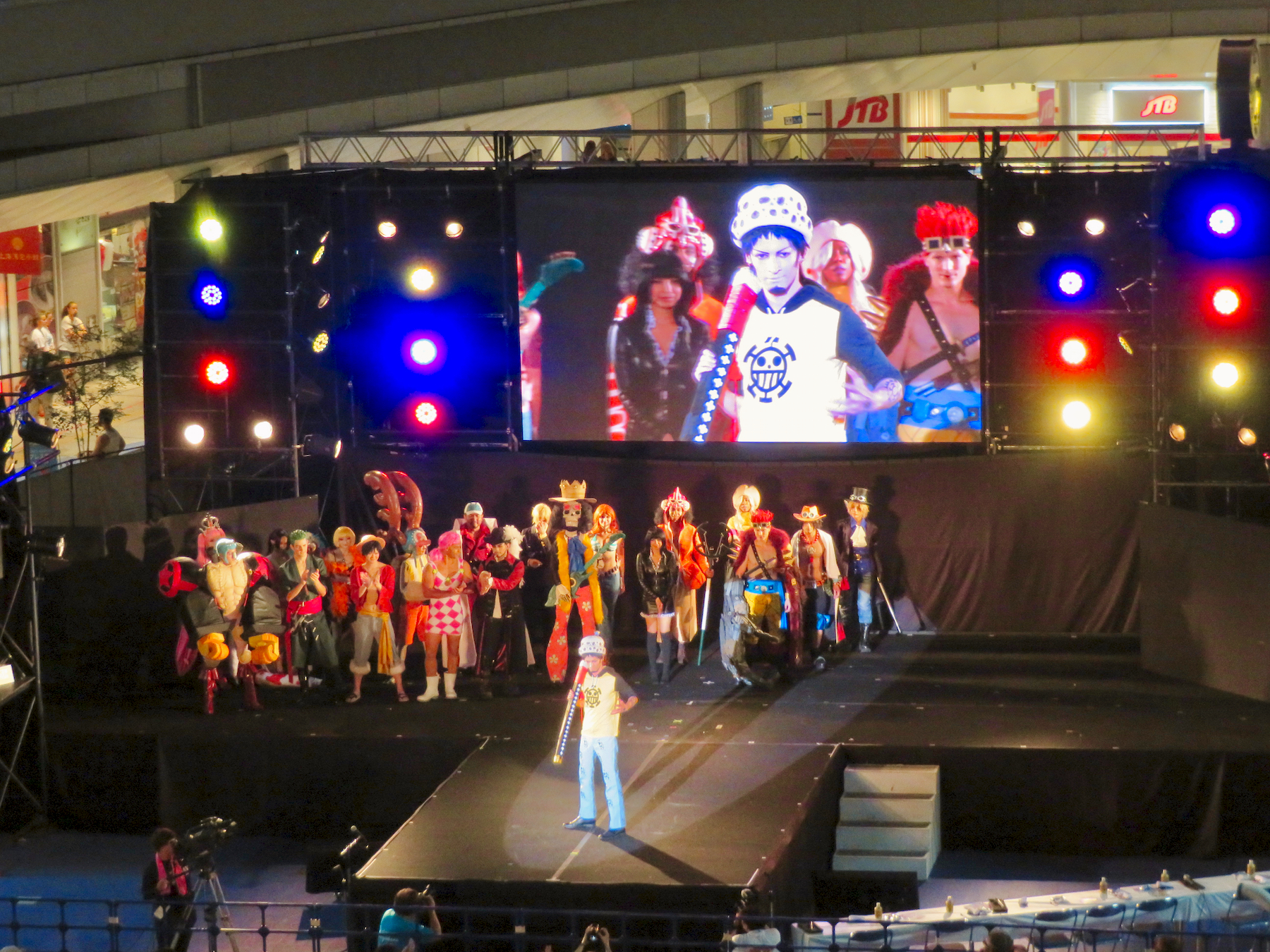
Cosplayers al WCS, disfressats de One Piece (2019).

Anualment, a la ciutat japonesa de Nagoya se celebra el World Cosplay Summit (WCS), un concurs internacional de cosplay organitzat per la cadena de televisió TV Aichi, possiblement el concurs de cosplay més important del món. L'elecció dels participants és diferent en cadascun dels països i aquests viatgen una setmana al Japó, amb totes les despeses pagades, per a participar no només en el concurs, sinó també en diversos esdeveniments relacionats amb el Summit, com rodes de premsa, desfilades, etc.

## Saló del Manga
A Catalunya, el Saló del Manga de Barcelona és un dels esdeveniments anuals més rellevants del món del cosplay. El saló habitualment inclou concursos de cosplay, i des de fa anys forma part dels concursos internacionals de selecció dels cosplayers que participaran com a representants d'Espanya en el World Cosplay Summit.

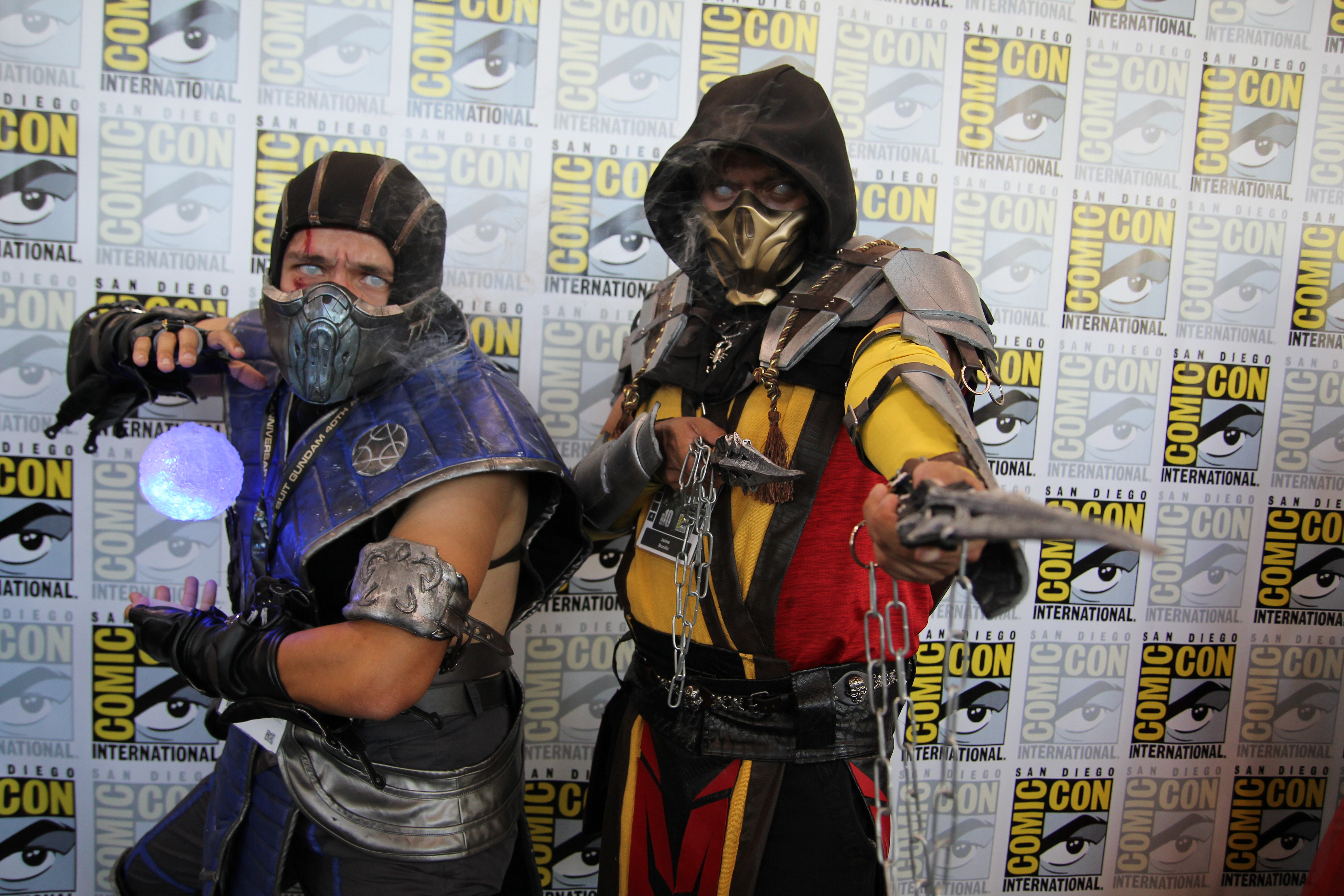
Cosplayers a la Comic-Con de San Diego, disfressats de Mortal Kombat.